# Guibemantis albolineatus
Guibemantis albolineatus är en groddjursart som först beskrevs av Rose M.A. Blommers-Schlösser och Blanc 1991.  Guibemantis albolineatus ingår i släktet Guibemantis och familjen Mantellidae. IUCN kategoriserar arten globalt som otillräckligt studerad. Inga underarter finns listade i Catalogue of Life.